# Stefan Kretzschmar
Stefan Kretzschmar (Leipzig, 17 de fevereiro de 1973) é um ex-handebolista profissional alemão.
Stefan Kretzschmar jogou três olimpíadas.